# Бренди Александр
«Бренди Александр» (англ. Brandy Alexander, он же в некоторых источниках англ. Alexander №2 — «Александр № 2» или «Милкшейк») — коктейль со сливками на основе коньяка (или бренди) и шоколадного ликёра. Классифицируется как коктейль-дижестив (англ. After Dinner Cocktail). Входит в число официальных коктейлей Международной ассоциации барменов (IBA), категория «Незабываемые» (англ. Unforgettables).

## Состав
- Бренди 1/3
- Шоколадный ликёр 1/3
- Сливки 1/3

Готовят в шейкере. Подают без льда в рюмке сауер или шампанском блюдце.

## История
Своим появлением коктейль, как и многие другие алкогольные напитки с содержанием сливок и сладкого ликера, обязан американскому «Сухому закону», действовавшему в США в начале XX века. Именно «сладкие» составляющие коктейля помогали маскировать алкоголь и таким образом обходить запрет на его продажу.
Автором напитка является бармен, работавший в 20-е годы в знаменитом американском подпольном баре «Speak Easy» (см. также Спикизи), в котором посетителями были члены высшего американского общества.
По версии любителя-этимолога Барри Попик (с подачи которого Нью-Йорк стали называть «англ. Big Apple»), им была найдена статья от колумниста Evening Independent Уолтера Уинчелла 1929 года, в которой идёт речь о званом обеде в довольно известном заведении до вступления в силу «Сухого закона» — кафе англ. Rector’s. В статье описан обед, данный в честь популярного вымышленного рекламного персонажа Белоснежной Фиби (англ. Phoebe Snow, Фиби Сноу) — дамы, всегда одетой в белое и любившей кататься на поездах рекламируемых американских железных дорог, в салонах которых всегда было чисто. За баром на званом обеде стоял Трой Александер, решивший смешать в честь виновницы торжества коктейль белоснежного цвета. В связи с тем, что виновница торжества оказалась вымышленным персонажем, имя коктейлю дали в честь его создателя. Версия выглядит весьма правдоподобно. Тем не менее, по материалам более ранних печатных источников (1915 года), коктейль «Александр» появился в 1915 году, в книге Recipes for Mixed Drinks Хуго Энслина. Однако именно в описанной в этой книге рецептуре коктейля впервые упоминается тёртый мускат, который порочит белоснежное платьице Фиби Сноу, а заодно и описанную позже легенду о происхождении коктейля.
По одной из неофициальных версий, коктейль был назван по имени известного литературного критика тех лет Александра Вуттока, любившего захаживать в бар именно ради этого коктейля. А уже в 1922 году рецептура «Александра» вошла в книгу Гарри МакКелхона «ABC Cocktails».

### Первые упоминания в 1915 г.
На самом деле коктейль упоминается в книге Recipes for Mixed Drinks, автора Hugo Ensslin, 1915. А значит, уже в 1915-м он существовал — правда, вместо бренди использовался джин. Итак, первый напиток семейства «Александров» готовили на основе джина и ликёра Créme de Cacao белого, его рецепт:
- 30 мл джина;
- 30 мл белого Créme de Cacao;
- 30 мл сливок 20 %.

Таким образом, «Бренди Александр» (называемый в некоторых источниках англ. Alexander №2 — «Александр № 2») является всего лишь вариацией коктейля «Александр». Считается, что он был придуман в Великобритании и его появление, вероятно, связано со свадьбой Принцессы Мери (графини Харвудской) и виконта Ласцелла в 1922 году. В печатном издании Alexander с бренди упоминается только с 1936 года (в книге Хармана Барни Берка англ. Burke’s Complete Cocktail and Tastybite Recipes описан рецепт этого коктейля). Однако именно Бренди Александр (он же Alexander № 2) превзошёл по популярности своего предшественника, таким образом, в подавляющем большинстве баров мира коктейль готовят на основе бренди, лучшим из которых является коньяк.

## Интересный факт
Коктейль «Brandy Alexander», а именно одно из его распространённых прозвищ — «Милкшейк», очень полюбилось одному из участников ливерпульской четвёрки: экс-битлу Джону Леннону, который увлёкся коктейлем в 1973–1974 годах во времена своего «потерянного уик-энда» с Йоко Оно.